# 圣克里斯蒂娜-杜科图
圣克里斯蒂娜-杜科图是葡萄牙波尔图区的一个堂区。总面积7.79平方公里，总人口3923人，人口密度503.6人/平方公里。